# Tilly Mandelbrot
Pour les articles homonymes, voir Mandelbrot.
 (septembre 2017).
Si vous disposez d'ouvrages ou d'articles de référence ou si vous connaissez des sites web de qualité traitant du thème abordé ici, merci de compléter l'article en donnant les références utiles à sa vérifiabilité et en les liant à la section « Notes et références ».
Tilly Mandelbrot, née le 1er juin 1994 à Paris, est une actrice française.

## Biographie

### Cinéma
Le premier film de Tilly Mandelbrot est une participation, en 2000, à La Commune (Paris, 1871) de Peter Watkins, film tourné à Montreuil. Elle n'a qu'une petite apparition à l'écran, mais cela lui a surtout permis de participer à un tournage. Elle obtient ensuite le rôle de Kim dans Le Bison (et sa voisine Dorine) d'Isabelle Nanty, avec Édouard Baer, Nicolas Marais, Julie Martin, Jules-Angelo Bigarnet et Isabelle Nanty. Tourné en 2002, ce film est sorti en salle le 4 juin 2003. En 2003, elle joue le rôle de Blandine dans un court-métrage de Stéphanie Noël, Ça fait mal à mon cœur, qui a remporté le Grand Prix du Jury et Prix CCAS au Festival Premiers Plans d'Angers en janvier 2004
- 	
En 2004 elle a le rôle de Pauline dans Je préfère qu'on reste amis..., film d'Eric Toledano et Olivier Nakache, avec Jean-Paul Rouve, Gérard Depardieu et Annie Girardot. En 2005 rôle de Jacqueline enfant, dans Essaye-moi, de Pierre-François Martin-Laval (dit PEF) avec Julie Depardieu, Pef, Jules-Angelo Bigarnet et Pierre Richard (sorti en mars 2006). Elle participe également en 2005 au film Les Aristos de Charlotte de Turckheim, ainsi qu'au film L'Heure Zéro de Pascal Thomas en 2006. En 2007, rôle d'Erna dans Les Enfants de Timpelbach) de Nicolas Bary, d'après l'œuvre de Henry Winterfeld, Timpetill, Die Stadt ohne Eltern.

### Télévision
Pour France 3, en 2003, elle joue dans La Bastide bleue, dans l'épisode pilote Une affaire de famille, réalisé par Benoît d'Aubert dans le rôle de Lili, avec Pierre Cassignard, Aude Thirion, François Loriquet, Johann Cuny, Olivier Saladin et Liliane Rovère. Pour France 2, elle tient le rôle de Louise dans une fiction Les Embûches de Noël, dans le cadre de l'émission KD2A, diffusé la veille de Noël 2004.
Pour M6, elle joue dans huit épisodes de Merci, les enfants vont bien, réalisés par Stéphane Clavier, avec Pascale Arbillot, Bernard Yerlès, Virginie Lanoue, Mélanie Thierry (puis Marie Denarnaud), Anthony Martin, Valérie Leroy, Amélie Lerma et Rebecca Faura. Les deux premiers épisodes ont été mis en boîte au printemps 2005, et sont sortis à la télévision en septembre 2005.

### Doublage
En 2008, elle double un personnage dans le film Persepolis de Marjane Satrapi et Vincent Paronnaud, avec Chiara Mastroianni, Catherine Deneuve et Danielle Darrieux.

### Études et famille
Élève au lycée Molière, en terminale littéraire dans le 16e arrondissement de Paris, elle y a obtenu le baccalauréat en juin 2012.

## Filmographie

### Cinéma
- 2000 : La Commune (Paris, 1871) de Peter Watkins : une enfant
- 2003 : Le Bison (et sa voisine Dorine) d'Isabelle Nanty : Kim
- 2003 : Ça fait mal à mon cœur de Stéphanie Noël : Blandine
- 2004 : Je préfère qu'on reste amis... de Eric Toledano et Olivier Nakache : Pauline
- 2006 : Automne de Rap'uo McGee : petite fille au distributeur
- 2006 : Essaye-moi de Pierre-François Martin-Laval : Jacqueline enfant
- 2007 : Persépolis de Marjane Satrapi : voix de Lali
- 2007 : L'Heure zéro de Pascal Thomas : petite fille
- 2007 : Le Club Peter Pan de Coline Pagoda : Matilda
- 2007 : La désunion fait la force de Coline Pagoda : scout
- 2007 : Les Enfants de Timpelbach de Nicolas Bary : Erna Schlüter
- 2008 : Ça fait bientôt quinze ans, que j'ai dix ans de Coline Pagoda : Cléo
- 2009 : Un autre été au printemps de nos vies de Coline Pagoda : Cléo

### Télévision
- 2003 : La Bastide bleue : Lili
- 2004 : Les Embûches de Noël : Louise
- 2005-2008 : Merci, les enfants vont bien : Pénélope
- 2006 : La Fille du chef : Juliette Duroc
- 2010-2012 : Trop potes : la bonne copine
- 2010 : Alice Nevers, le juge est une femme
- 2011 : Famille d'accueil : Laura
- 2015 : Section de recherches (S09E09 Les loups) : Marion Carnucci

## Doublage
- 2023 : The Kitchen : Ruby (Teija Kabs)
- 2024 : La Chambre d'à côté : ? (?)

## Théâtre
- 2011 : Roméo et Juliette de William Shakespeare, mise en scène Alain Sachs, Théâtre de l'Odéon : le prince
- 2016 : Gros mensonges entre amis de Sacha Guitry[1].